# Pempheris oualensis
Pempheris oualensis är en fiskart som beskrevs av Cuvier, 1831. Pempheris oualensis ingår i släktet Pempheris och familjen Pempheridae. Inga underarter finns listade i Catalogue of Life.